# 杜漺
杜漺（1622年—1685年），字子濂，號湄村。山東省濟南府濱州人，清初官員。

## 生平
順治二年（1645年）舉乙酉科山東鄉試，順治四年（1647年）中式丁亥科呂宮榜三甲進士。授直隸真定府（今正定市）推官，改禮科給事中。官至河南布政使司參政。工書法，有《湄村全集》。